# وینچنزو سامسه
وینچنزو سامسه (انگلیسی: Vincenzo Sommese؛ زادهٔ ۲۲ ژوئن ۱۹۷۶) بازیکن فوتبال اهل ایتالیا است.
از باشگاه‌هایی که در آن بازی کرده‌است می‌توان به باشگاه فوتبال مودنا، باشگاه فوتبال آسکولی، باشگاه فوتبال تورینو، باشگاه فوتبال آنکونا، باشگاه فوتبال پیاچنزا، و باشگاه فوتبال ویچنزا اشاره کرد.